# El Bassot de Torreribera
El bassot de Torreribera és una petita bassa d'1,6 Ha, situada en un entorn totalment agrícola, al terme municipal de Lleida.
Es tracta d'una bassa de forma aproximadament circular i probablement d'origen natural, tot i que la modificació del paisatge realitzada des de fa segles, amb esplanació de conreus, creació de marges, etc, no permet assegurar-ho amb rotunditat. El règim d'inundació és permanent.
Pel que fa a la vegetació, destaca l'existència d'un cinyell helofític molt ben desenvolupat, que envolta totalment la bassa, reduint molt l'extensió de la làmina d'aigua. Aquest cinyell està constituït per canyissar (a la part més exterior) i bogar (a l'interior). No hi ha vegetació de ribera diferenciada, tret d'algun tamariu dispers i algun om. Hi ha també alguns peus de jonc boval (Scirpus holoschoenus), tot i que no arriben a formar una jonceda diferenciada. També hi ha presència de llenties d'aigua, el que podria mostrar un cert grau d'eutrofització de les aigües. A l'entorn de la bassa hi ha zones, especialment al sector E, amb eflorescències salines al sòl i presència de matollars halòfils.
Quant a la fauna, la bassa és interessant sobretot per les poblacions d'amfibis i les aus. S'hi ha detectat presència de balquers, ànecs collverds, polla d'aigua, rossinyol bastard, etc., així com d'arpella.
Pel que fa als possibles impactes, la bassa està amenaçada per l'expansió dels conreus, així com per l'eutrofització i contaminació de les aigües, degut a un ús excessiu d'adobs o fitosanitaris als espais agrícoles de l'entorn. A vegades s'ha donat també un ús ramader de la bassa, tot i que actualment no sembla freqüent ni gaire factible, tenint en compte l'extensió del cinyell helofític. La bassa està experimentant un procés gradual de colmatació. L'existència d'una pista al sector oest i sud afavoreix la degradació dels hàbitats propers. Seria interessant senyalitzar l'espai i instal·lar algun tipus de tanca molt permeable, que impedís l'entrada de vehicles (i possibles abocaments de residus) des de la pista.
El bassot de Torreribera està inclòs dins l'espai de la Xarxa Natura 2000 ES0000021 "Secans de Mas de Melons-Alfés".